# 16228 Adhamkassem
16228 Adhamkassem è un asteroide della fascia principale. Scoperto nel 2000, presenta un'orbita caratterizzata da un semiasse maggiore pari a 3,126543 UA e da un'eccentricità di 0,161548, inclinata di 0,375503° rispetto all'eclittica. Ha un diametro di 10,450 km. Ha un periodo di rotazione di 6,2 ore.